# Ромашкино (Волзький район)
Рома́шкино (рос. Ромашкино, марій. Ромашкино) — присілок у складі Волзького району Марій Ел, Росія. Входить до складу Обшиярського сільського поселення.

## Населення
Населення — 61 особа (2010; 62 у 2002).
Національний склад (станом на 2002 рік):
- марі — 98 %